# Vire (montagne)
Pour les articles homonymes, voir Vire (homonymie).

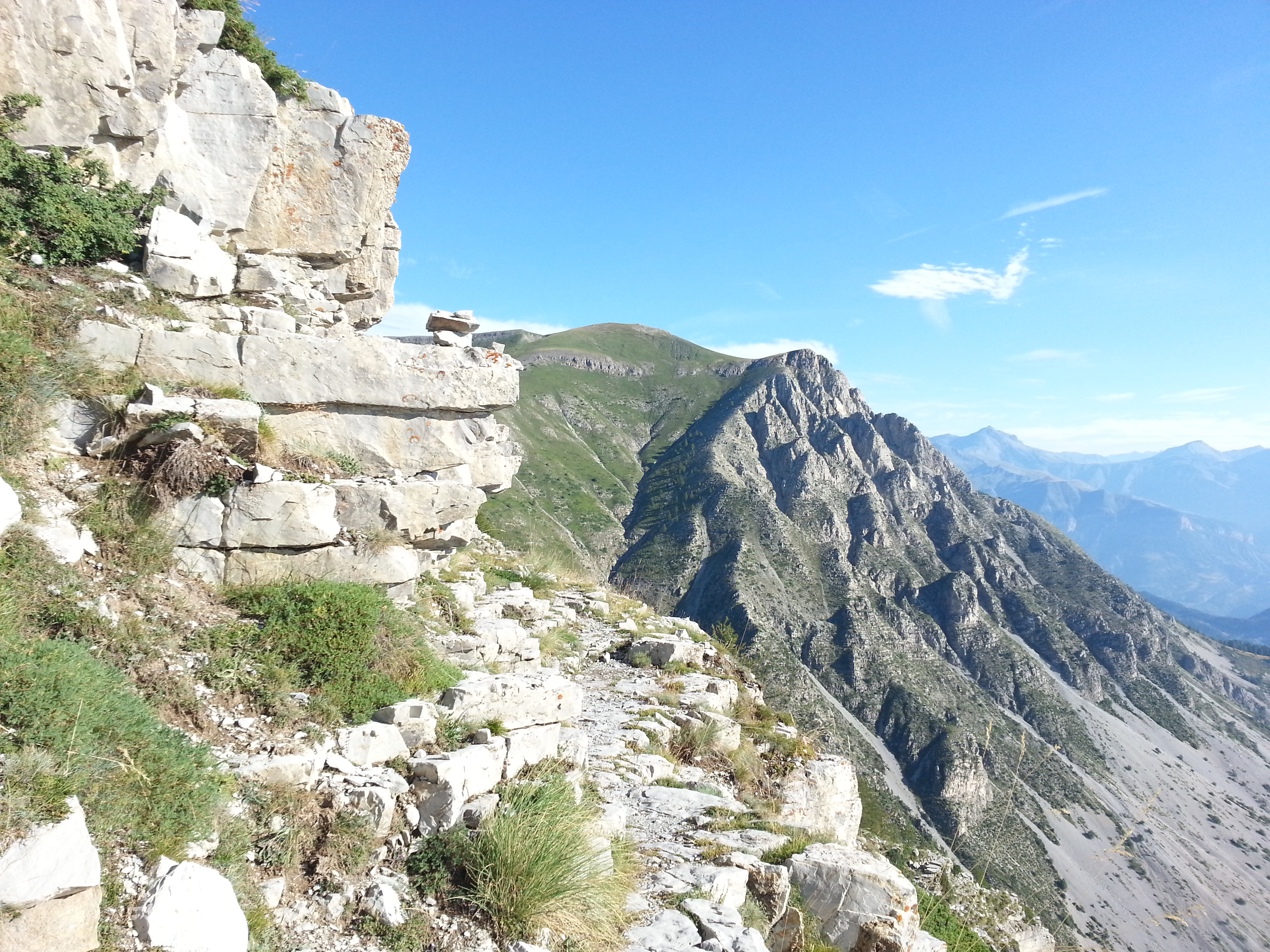
Vire avant le sommet du mont Saint-Honorat sur la commune de Daluis

Une vire est une zone plate ou de pente faible au milieu des falaises verticales des montagnes érodées.
On y pratique la vire, également appelée cengle en Chartreuse, une randonnée sans matériel, le long de ce type de relief.
En alpinisme, une vire peut constituer une échappatoire quand une cordée se trouve dans l'impossibilité de poursuivre vers le sommet (mauvais temps, difficulté sous-estimée, etc.).